# Rainbow Bridge World
Rainbow Bridge World (hangul: 알비더블유, romanisering: RBW) är ett sydkoreanskt skivbolag och en talangagentur bildad år 2015 av Kim Do-hoon, Hwang Sung-jin och Kim Jin-woo.
RBW gick tidigare under namnet Rainbowbridge Agency. Företaget sammanslogs 2015 med WA Entertainment.

## Artister

### Nuvarande
|        |
| Basick |

|      |
| Esna |

|         |
| Mamamoo |

|            |
| Monday Kiz |

|          |
| Vromance |

|        |
| Yangpa |